# دورة ضجيج غارتنر
دورة ضجيج غارتنر عبارة عن عرض تقديمي رسومي تم تطويره واستخدامه وتمييزه بواسطة شركة غارتنر الأمريكية للأبحاث والاستشارات وتقانة المعلومات لتمثيل النضج والاعتماد والتطبيق الاجتماعي لتقانات معينة. تدعي دورة الضجيج أنها توفر عرضًا بيانيًا ومفاهيميًا لنضج التقانات الناشئة من خلال خمس مراحل.
تم انتقاد النموذج لأسباب مختلفة، بما في ذلك عدم الدقة العلمية واستخدام المصطلحات الذاتية.